# Rathenauplatz (Weimar)
Der Rathenauplatz in Weimar wurde nach dem DDP-Politiker Walther Rathenau benannt. Zuvor hieß er Museumsplatz. bzw. zu DDR-Zeiten Karl-Marx-Platz. Er steht mit der Carl-August-Allee unter Denkmalschutz. Die Südseite des Platzes bildet die eingangslose Rückfront des Museums Neues Weimar.

## Lage und Bebauung
Der Platz umfasst in seiner heutigen Ausdehnung die Fläche nördlich des Neuen Museums. Auf den Platz laufen die Carl-August-Allee von Norden, die Brennerstraße von Nordosten, die Ernst-Kohl-Straße von Nordwesten und die Harry-Graf-Kessler-Straße von Süden zu.
Am Rathenauplatz befinden sich zwei im Renaissancestil errichtete historistische Schulgebäude. Eines davon, die heutige Grundschule „Johannes Falk“, die 1868–1871 errichtet wurde, hatte Carl Martin von Stegmann entworfen. Das andere, die frühere Bürgerschule und heutige Parkschule, errichtete 1886–1888 der Weimarer Stadtbaumeister Reinhardt Ferdinand Albert Has (1850–1940). Neu erbaut wurde das Gebäude einer Wohnanlage mit einer Geschäftsstelle der DAK an der Westseite des Platzes. Es wurde 2014 fertiggestellt. Südlich des Rathenauplatzes entstand ab 1937 das Gauforum Weimar. Imposant ist auch das historistische Wohnhaus Rathenauplatz 6/7, welches auf der Denkmalliste steht.
Südlich vor dem Neuen Museum stadteinwärts befand sich bis 1937 eine mit Blumen geschmückte Platzanlage, der Museumsplatz, deren Mittelpunkt der Vimaria-Brunnen bildete. Dieser Bereich samt der Fläche des Gauforums wurde 2018 in Jorge-Semprún-Platz, nach dem spanischen Schriftsteller Jorge Semprún benannt, der auch im KZ Buchenwald interniert war. Am Eingang zur Asbachstraße liegt das Bauhaus-Museum; dieser Bereich heißt seit 2019 Stéphane-Hessel-Platz.
Im Osten wird der Platz vom Gebäude Rathenauplatz 6/7 begrenzt.
Der gesamte Rathenauplatz steht auf der Liste der Kulturdenkmale in Weimar (Sachgesamtheiten und Ensembles).

## Galerie

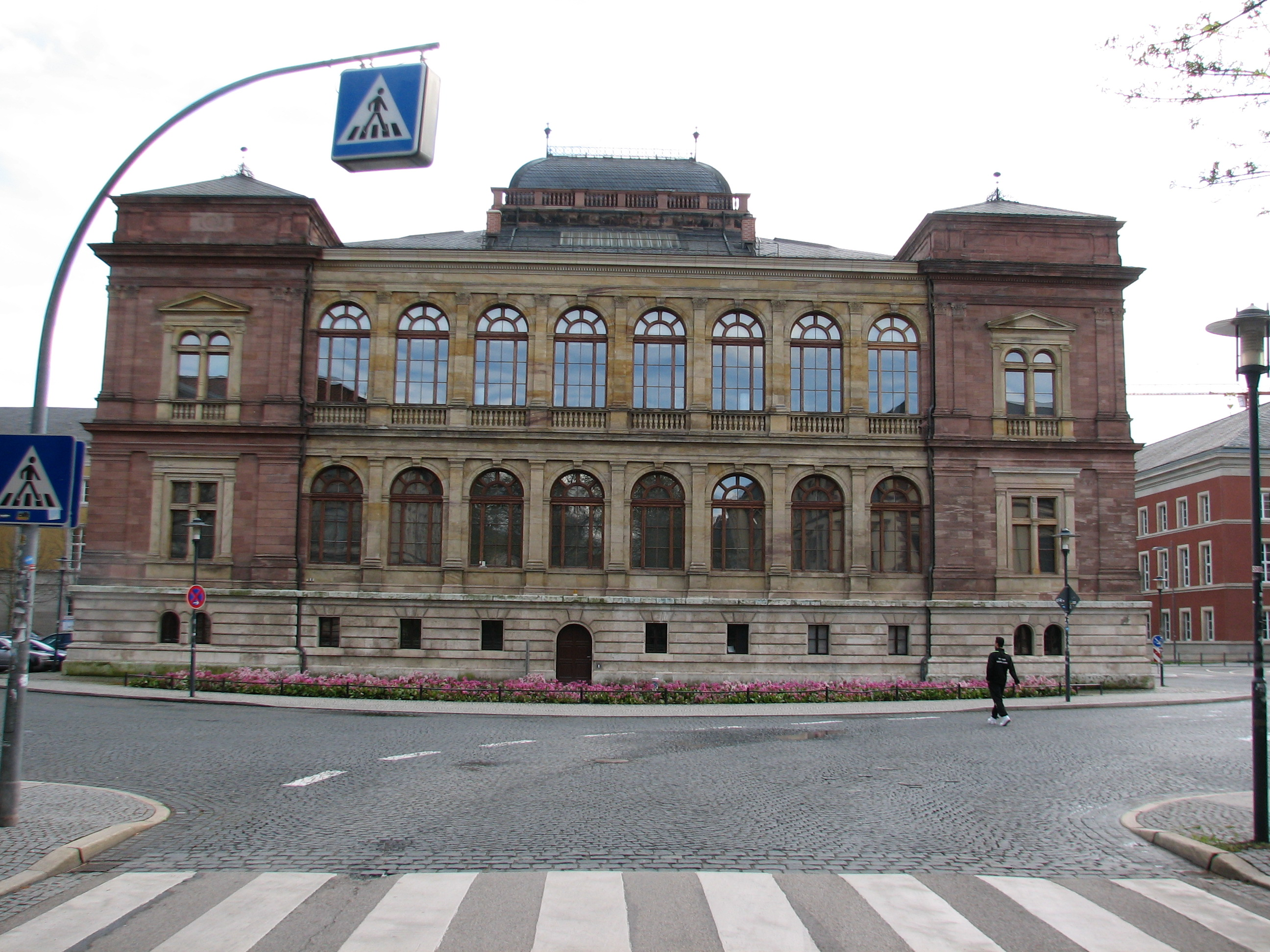
Rückfront des Museums Neues Weimar
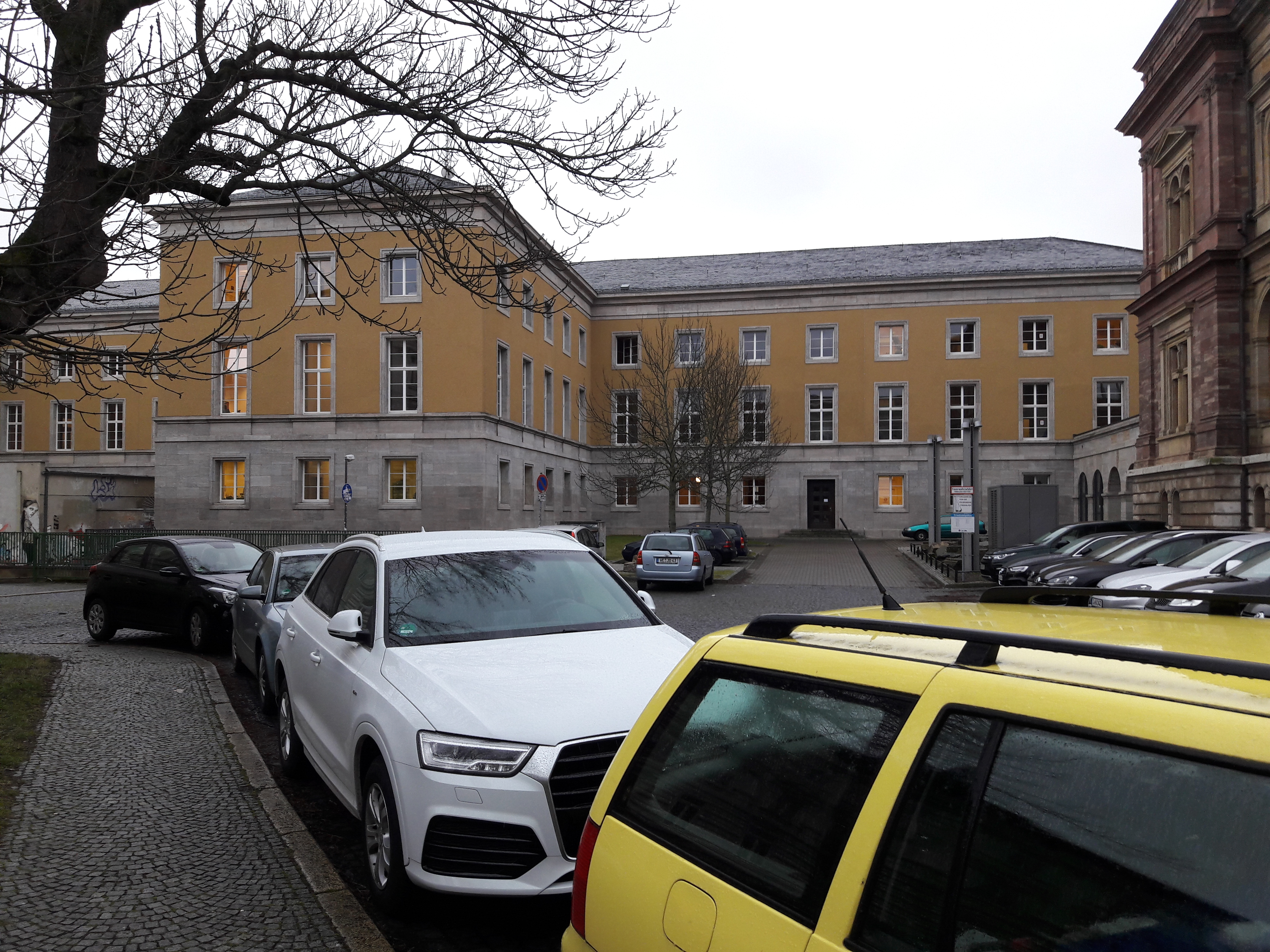
Thüringer Landesverwaltungsamt, Haus 3, Nordseite
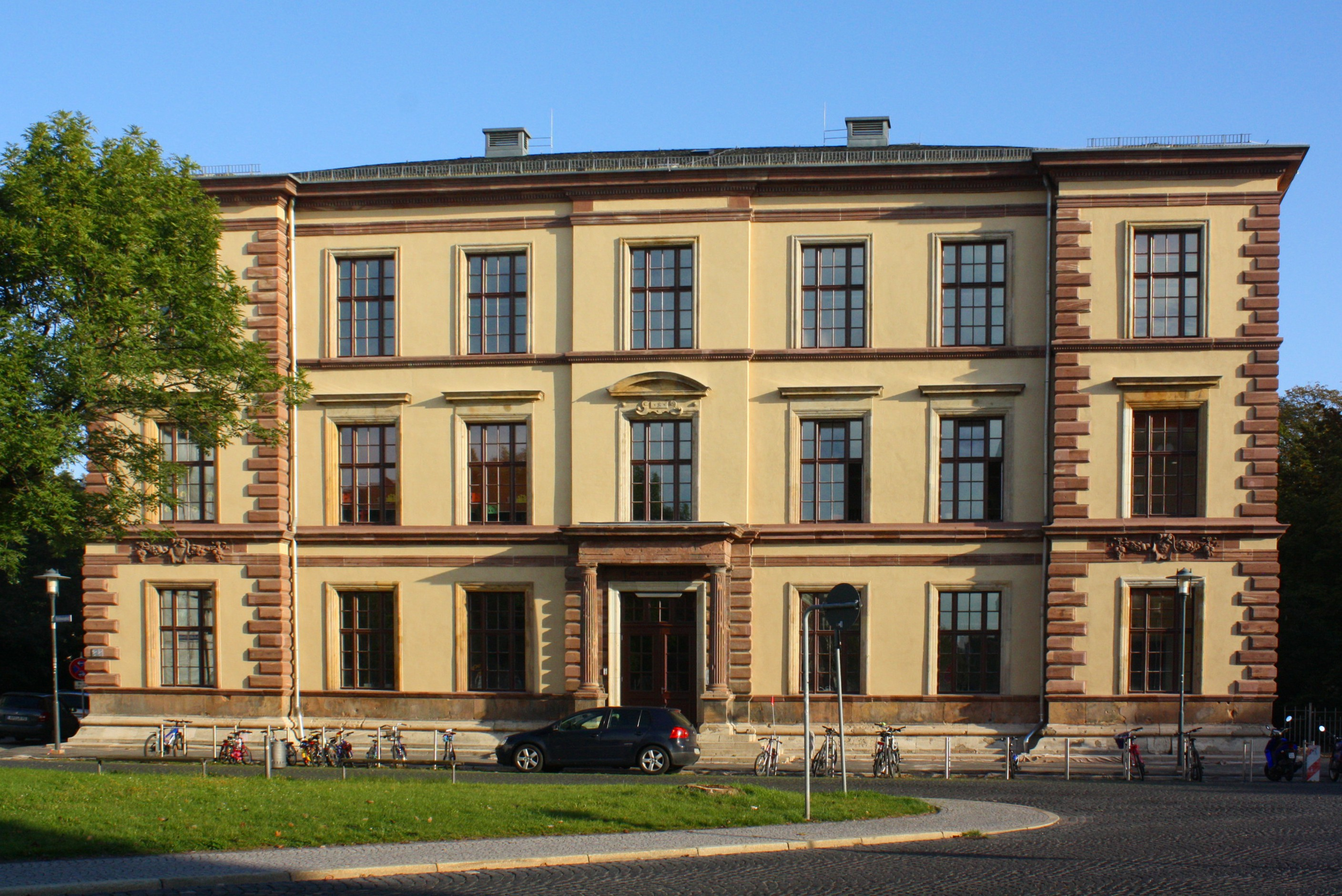
Grundschule „Johannes Falk“
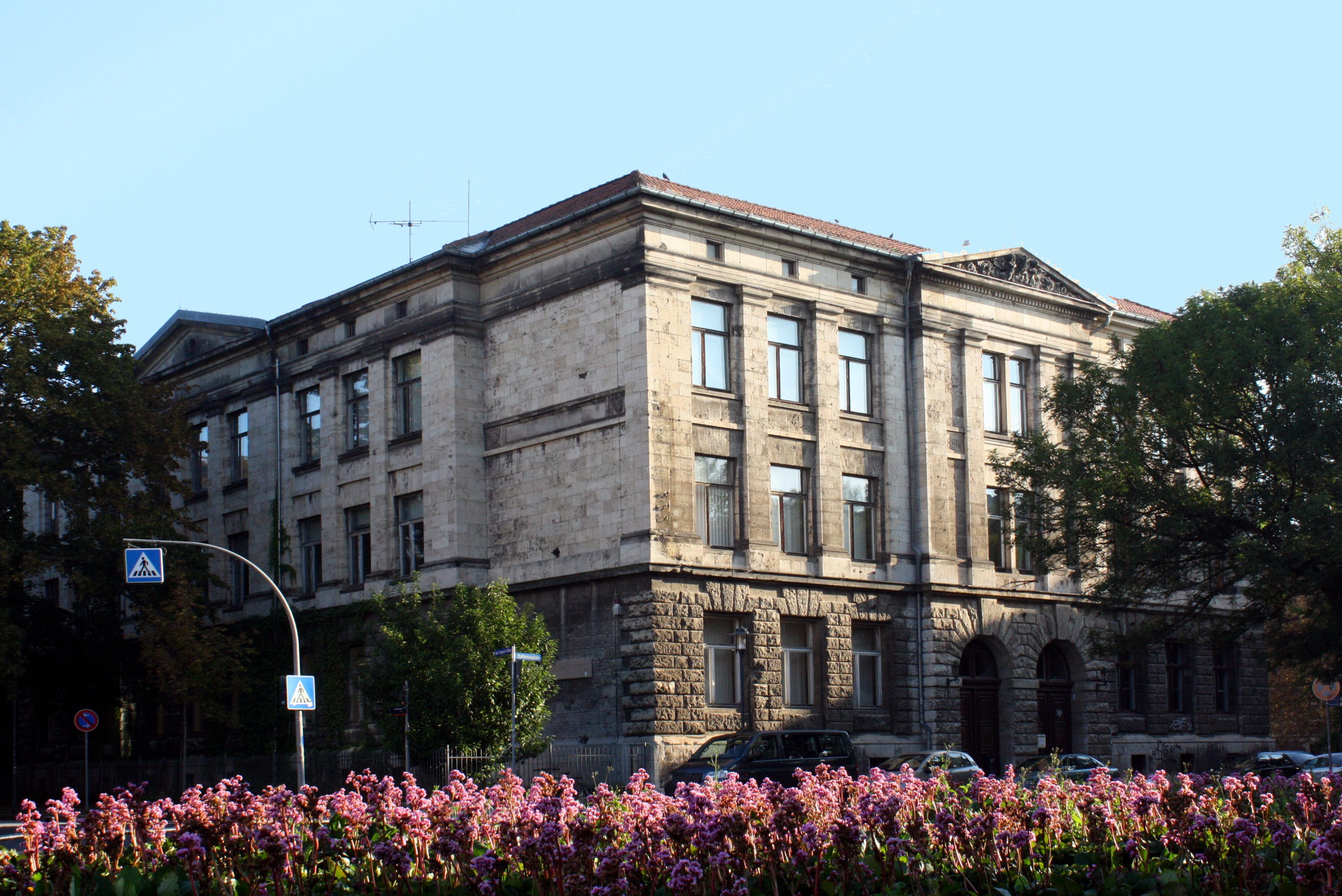
Parkschule (ehemals Sophiengymnasium)
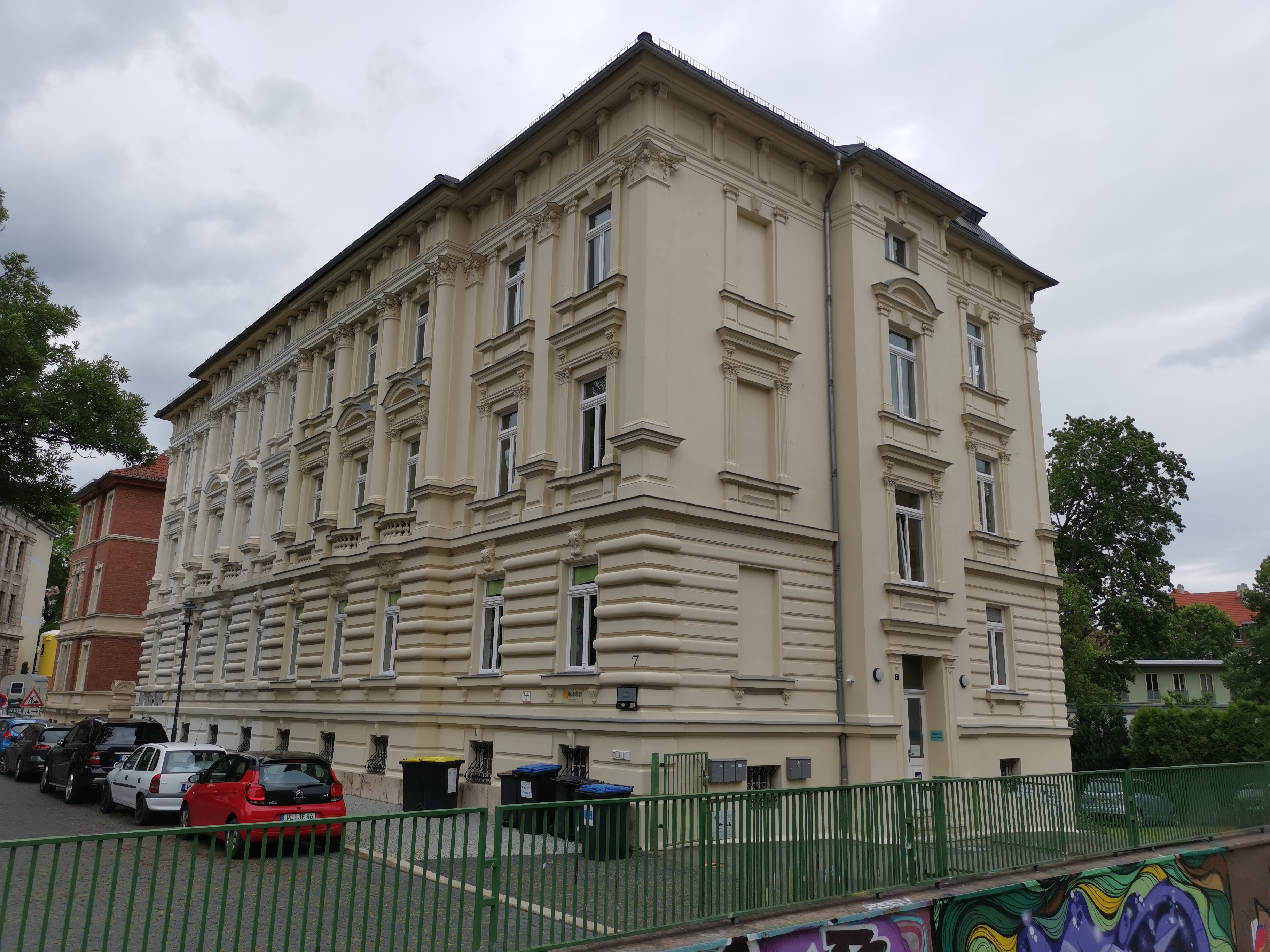
Rathenauplatz 6/7